# 厚木バスセンター

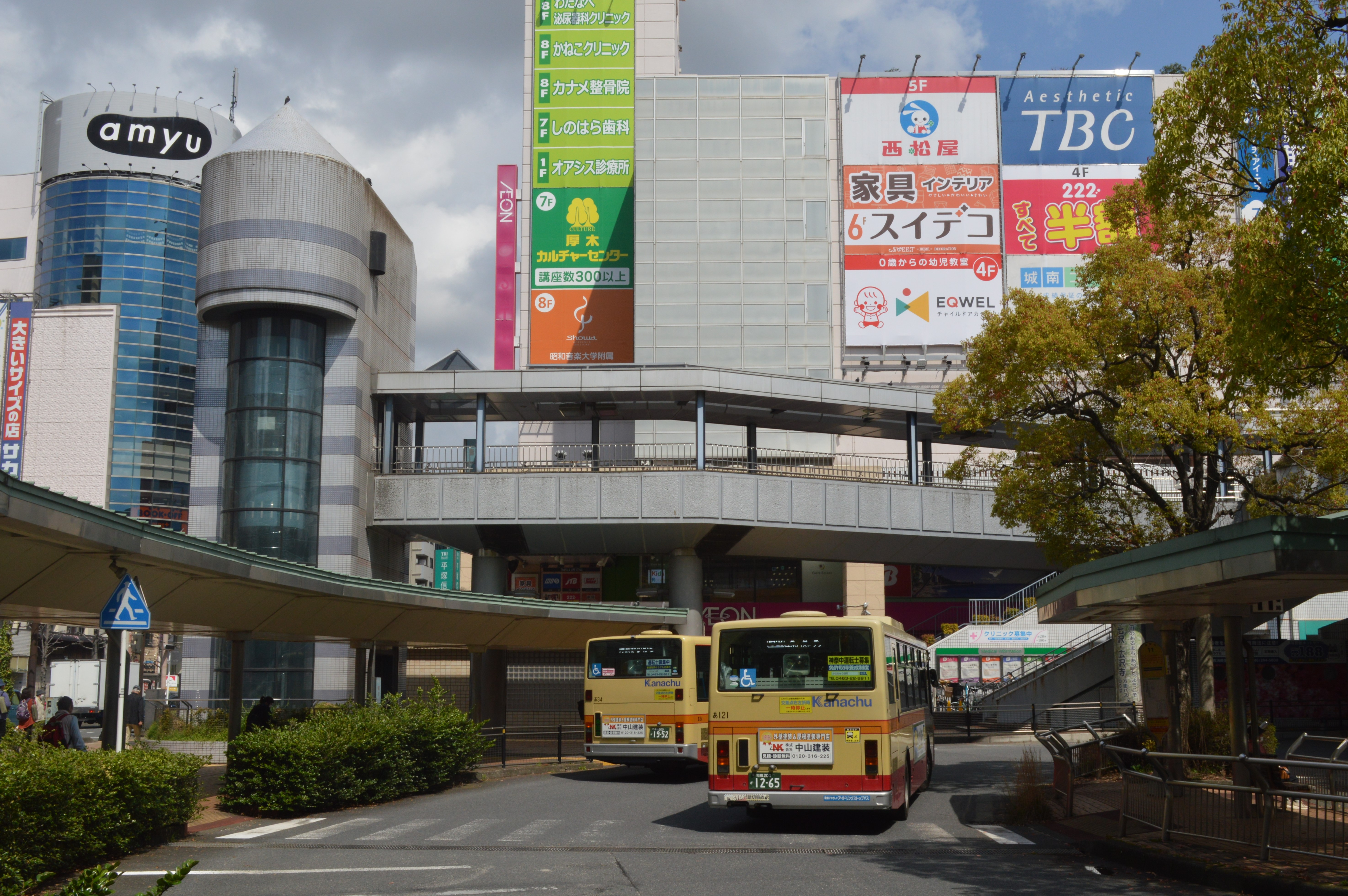
厚木バスセンター

厚木バスセンター（あつぎバスセンター）は、神奈川県厚木市中町にあるバスターミナルで、小田急小田原線本厚木駅に近接している。所在地は厚木市中町1丁目5。
本項では、本厚木駅周辺に点在する3箇所のバス停留所「本厚木駅」「本厚木駅南口」「本厚木駅東口」についても併せて記述する。

## 概要
神奈川県厚木市泉町にある小田急小田原線本厚木駅では神奈川中央交通厚木営業所が路線網の大多数を所管しており、本厚木駅周辺から東京工芸大学・神奈川工科大学・神奈川県立厚木東高等学校・神奈川県立厚木商業高等学校への通学路線、宮ヶ瀬湖・丹沢などの観光地などへ向けて多くの路線が乗り入れる。さらに鉄道駅が存在しない愛川町・清川村や平塚市北部から路線バスを利用して本厚木駅周辺へ向かう乗客も多く、これらは本厚木駅の乗降者数を増加させる要因となっている。
そこで1984年10月15日に、本厚木駅北口から徒歩3分の厚木市中町に「厚木バスセンター」を開設し、加えて北側に「本厚木駅」、南側に「本厚木駅南口」、東側に「本厚木駅東口」の各停留所を設置することとなった。これらの停留所および全ての乗り場は平面移動が可能である。

## 歴史

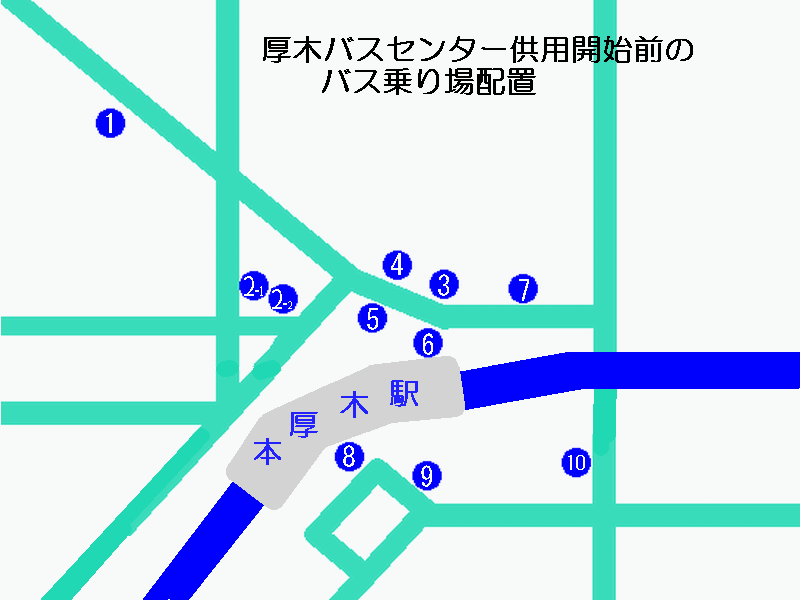
厚木バスセンター供用開始前の停留所配置図

厚木バスセンターの開設以前は、右記の図のように本厚木駅周辺の各所に同一名称の「本厚木駅」停留所が分散していた。番線と行先は以下の通りである。なお、この表にある「現在の乗り場」とは「本厚木駅（北口）」停留所を指すが、当時の停留所の位置が現在ではどの位置にあたるかの比較で掲載しており、2022年現在の運行路線とは異なるので注意が必要である。現在の乗り場についてはページ下部の「発着路線」を参照されたい。
| 旧乗り場 | 現在の乗り場                 | 主な系統番号 | 行先                                 | 備考                                                       |
| -------- | ---------------------------- | ------------ | ------------------------------------ | ---------------------------------------------------------- |
| 1番線    | 現在の「あつぎ大通り」       | 厚01他       | 荻野新宿方面                         | 本厚木駅北口から200mほど離れた現在の「あつぎ大通り」停留所 |
| 2-1番線  | 北口3番線                    | 厚25         | 緑ヶ丘循環                           |                                                            |
| 2-2番線  | -                            | 厚26         | 東京工芸大学方面                     | 現在の3番線に向かう途中の道路上に存在していた              |
| 3番線    | 北口5番線                    | 厚20他       | 清川村方面                           |                                                            |
| 4番線    | 北口6番線                    | 厚33他       | 七沢・広沢寺方面                     |                                                            |
| 5番線    | 北口1番線                    | 厚45         | 愛甲石田駅方面                       | 1993年4月5日に愛24（愛甲石田駅 - 松蓮寺）へ代替廃止        |
| 6番線    | 北口2番線                    | 厚30・48他   | 毛利台・上古沢方面                   |                                                            |
| 7番線    | -                            | 厚75他       | 上依知方面                           | 本厚木駅北口から100mほど離れた旧丸井前                     |
| 8番線    | 南口13番線                   | 平53         | 平塚方面                             |                                                            |
| 9番線    | 南口農協前                   | 茅33・長13   | 茅ヶ崎・長後方面                     | 茅ヶ崎方面は1992年、長後方面は2000年に廃止されている       |
| 10番線   | 東口高架下タクシー乗り場付近 | 厚27・65他   | 東高校・商業高校・神奈川工科大学方面 |                                                            |

これらの路線を集約する必要性が出たことから、厚木市中町にバスターミナルを整備した。これが「厚木バスセンター」で、1984年10月15日より供用開始となった。同時に厚木市内の路線も大幅に経路が変更されたが、通学用に設定されて学生から「学バス」と呼ばれた各路線群も「本厚木駅10番線」から厚木バスセンター発へ変更された。しかし、早朝時間帯は停留所の占有時間が長くなるため、最も運行本数が多い荻野新宿方面に限って午前10時までを本厚木駅北口始発へ変更させ、厚木バスセンター内の占有時間を確保した。1990年代までは現在の「ミロード2」の場所に操車場が存在していたが、操車場の廃止後は折返し時間の長い便については厚木バスセンター付近に留まることが出来ないため、厚木営業所最寄り停留所である「松蓮寺」まで回送された。その回送便も当初は出入庫とも営業運転していたため、厚08（厚木バスセンター - 松蓮寺）の便数が大幅に増加する現象が見られた。現在は国道412号（バイパス）が開通したことで、半数以上が回送へ変更されている。
厚木バスセンター供用開始後の本厚木駅東口には乗降場が存在しなかったが、2008年2月4日に「本厚木駅東口」停留所が降車専用として新設された。厚105（厚木バスセンター - 本厚木駅南口 - 厚木アクスト）において、厚木バスセンター発着に限定されて運行される連節バス「ツインライナー」に対応するもので、厚木アクストからの便のみ停車する。

## 発着路線
一般路線バスは神奈川中央交通厚木営業所（厚木北営業所）および神奈川中央交通平塚営業所の路線で、本厚木駅南口から東海道本線平塚駅方面を平塚営業所、その他は厚木営業所（厚木北営業所）の路線である。なお、平塚競輪場への路線は平塚営業所が担当するが、場合によっては厚木営業所も担当することがある。かつては相模大橋を経由して対岸の小田急江ノ島線長後駅・小田急小田原線海老名駅・東海道本線茅ケ崎駅までの長距離路線および相鉄本線二俣川駅から相鉄バスの路線も乗り入れていたが、これらは2002年までに全て廃止されたため、2021年現在では相模大橋を経由する路線は皆無となっている。また、愛甲石田駅・伊勢原駅方面からも国道246号を経由して数路線が乗り入れていたが、路線自体は存続しているものの愛甲石田駅と本厚木駅を結ぶ路線は廃止されている。
本厚木駅南口発着路線は出発後にそのまま目的地へ向かうが、厚木バスセンターおよび本厚木駅発着路線は「片方向のみ停車する路線」「両方向とも停車する路線」「時間帯によって停車する停留所が異なる路線」などと複雑となっており、3か所の停留所は全て乗り場番号が重複しないように付番されている。

### 厚木バスセンター

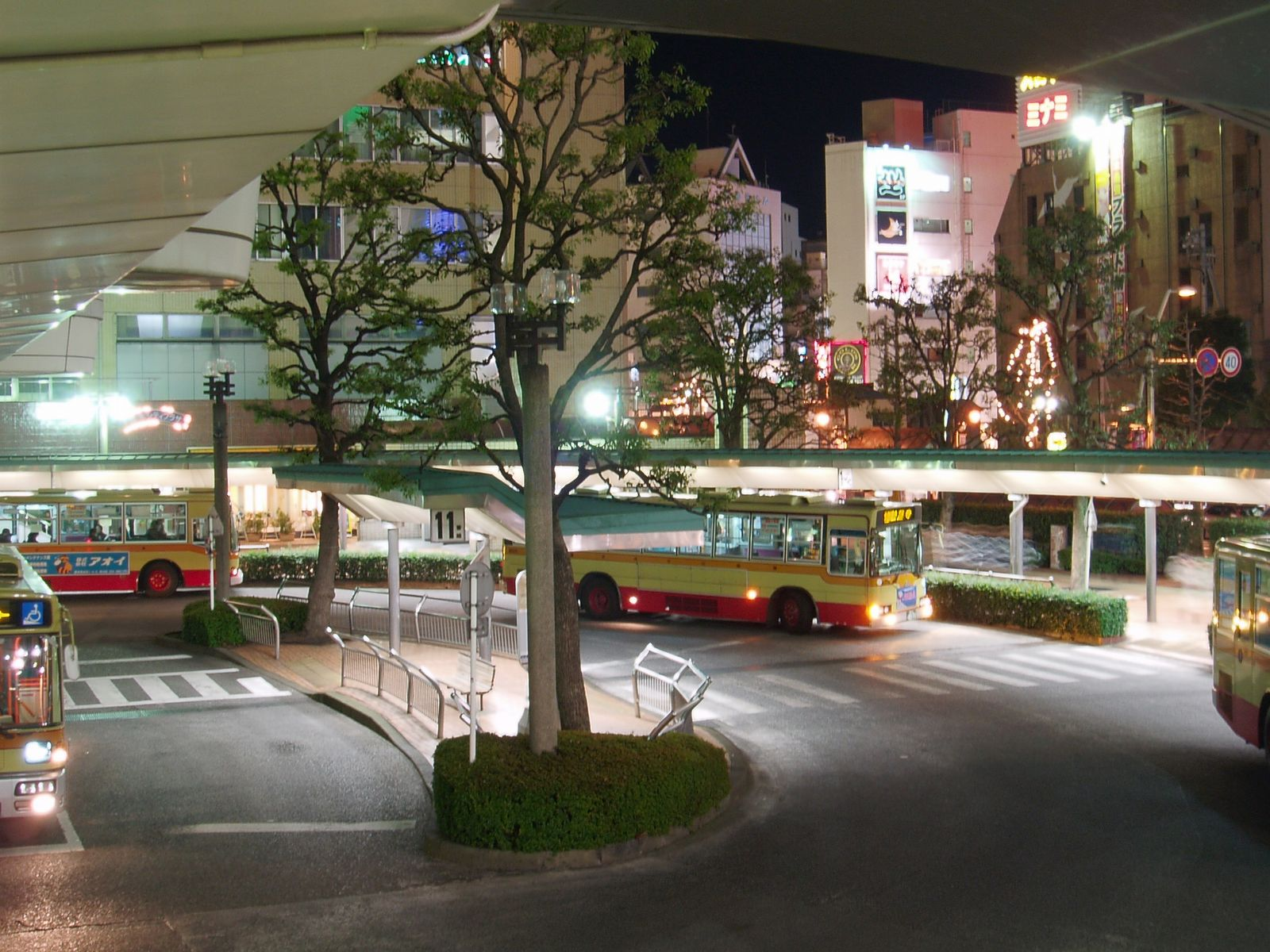
1-2番・11番線付近
左側の横断歩道の左が12番線

本厚木駅東側の「厚木シティプラザ」（厚木市立中央図書館・厚木市子ども科学館）と「厚木ガーデンシティ」（イオン厚木店）の間に位置する。本厚木駅東口から地上または地下道の両方から向かうことが出来る。バスセンター隣接地に厚木市役所を移転させる構想が進んでいる
乗り入れる路線は全て神奈川中央交通厚木営業所（厚木北営業所）の路線で、乗り場番号は7番～12番である。9番線と10番線の間に「1-1・1-2番線」が存在し、1-2番線から車道をロータリー内側に横断した先に11番線、さらに内側へ横断した先に12番線が存在するが、12番線は2021年現在使用していない。
| 番線 | 本厚木駅経由 | 系統   | 主要経由地                                           | 行先             | 備考                                                   |
| ---- | ------------ | ------ | ---------------------------------------------------- | ---------------- | ------------------------------------------------------ |
| 7    | 〇           | 厚26   | 合同庁舎・黄金原・六堂辻                             | 東京工芸大学     |                                                        |
| 7    | 〇           | 厚26   | （直行）                                             | 東京工芸大学     | 急行、土曜・休日および休校日運休                       |
| 7    | 〇           | 厚95   | あつぎ大通り・厚木警察署                             | 王子             | 土曜・休日運休                                         |
| 7    | 〇           | 厚97   | あつぎ大通り・厚木警察署・吾妻団地                   | 王子             |                                                        |
| 8    | 〇           | 厚25   | 合同庁舎・緑ヶ丘（循環）                             | 厚木バスセンター |                                                        |
| 8    | 〇           | 厚25   | 合同庁舎                                             | 緑ヶ丘三丁目     |                                                        |
| 9    | ×            | 厚33   | 合同庁舎・小野橋・神奈川リハビリ                     | 七沢             |                                                        |
| 9    | ×            | 厚34   | 合同庁舎・小野橋                                     | 七沢             | 神奈川リハビリ非経由                                   |
| 9    | ×            | 厚38   | 合同庁舎・小野橋・神奈川リハビリ・七沢温泉           | 広沢寺温泉       |                                                        |
| 9    | ×            | 厚39   | 合同庁舎・小野橋                                     | 神奈川リハビリ   |                                                        |
| 9    | ×            | 厚43   | 船子・小野橋・森の里中学校                           | 森の里           |                                                        |
| 9    | △            | 厚44   | 高松山・通信研究所                                   | 森の里           | 厚木バスセンター発10:00までは本厚木駅通過              |
| 9    | ×            | 厚45   | 船子・小野橋・森の里青山                             | 森の里           | 土曜・休日運休                                         |
| 1-1  | 〇           | 厚01   | 市立病院・上荻野車庫・野外センター                   | 半原             | 始発から9:59までは本厚木駅始発で厚木バスセンター非経由 |
| 1-1  | 〇           | 厚02   | 市立病院・上荻野車庫・田代                           | 半原             | 始発から9:59までは本厚木駅始発で厚木バスセンター非経由 |
| 1-1  | 〇           | 厚03   | 市立病院・上荻野車庫・田代・半原・野外センター       | 清雲寺入口       |                                                        |
| 1-1  | 〇           | 厚04   | 市立病院                                             | 上荻野車庫       | 始発から9:59までは本厚木駅始発で厚木バスセンター非経由 |
| 1-1  | 〇           | 厚10   | 市立病院・まつかげ台                                 | 上荻野車庫       |                                                        |
| 1-1  | 〇           | 厚12   | 市立病院・鳶尾団地                                   | まつかげ台       | 始発から9:59までは本厚木駅始発で厚木バスセンター非経由 |
| 1-1  | 〇           | 厚13   | 市立病院・鳶尾団地                                   | まつかげ台       | バイパス経由、土曜・休日運休                           |
| 1-1  | 〇           | 厚89   | 市立病院・神奈川工科大学                             | 鳶尾団地         | 始発から9:59までは本厚木駅始発で厚木バスセンター非経由 |
| 1-1  | 〇           | 厚101  | 市立病院・上荻野車庫・野外センター                   | 半原             | バイパス経由、土曜・休日運休                           |
| 1-1  | ×            | 厚105  | （直行）                                             | 厚木アクスト     | 急行、土曜・休日運休 10:00以降は本厚木駅南口始発       |
| 1-2  | 〇           | 厚07   | 市立病院・神奈川工科大学                             | あつぎ郷土博物館 | 始発から9:59までは本厚木駅始発で厚木バスセンター非経由 |
| 1-2  | 〇           | 厚08   | 市立病院                                             | 松蓮寺           | 始発から9:59までは本厚木駅始発で厚木バスセンター非経由 |
| 1-2  | 〇           | 厚09   | 市立病院・そりだハイツ前・三田十日市場               | 宿原入口         |                                                        |
| 1-2  | 〇           | 厚66   | 市立病院・上三田・桜台                               | 愛川バスセンター |                                                        |
| 10   | ×            | 厚59   | 鮎津橋・金田神社・桜台・愛川町役場・三増             | 半原             |                                                        |
| 10   | ×            | 厚60   | 鮎津橋・金田神社・桜台・愛川町役場・三増             | 上三増           |                                                        |
| 10   | ×            | 厚61   | 鮎津橋・内陸工業団地                                 | 春日台団地       |                                                        |
| 10   | ×            | 厚62   | 鮎津橋・内陸工業団地（循環）                         | 厚木バスセンター | 土曜・休日運休                                         |
| 10   | ×            | 厚63   | 鮎津橋・内陸工業団地・春日台団地                     | 愛川バスセンター |                                                        |
| 10   | ×            | 厚64   | 鮎津橋・金田神社・桜台・愛川町役場                   | 愛川バスセンター |                                                        |
| 10   | ×            | 厚74   | 鮎津橋・金田神社・上依知                             | 長坂             | 土曜・休日運休                                         |
| 10   | ×            | 厚76   | 鮎津橋・金田神社・上依知・依知神社                   | 猿ヶ島           |                                                        |
| 10   | ×            | 厚79   | 鮎津橋・金田神社・上依知・昭和橋                     | 原当麻駅         |                                                        |
| 10   | 〇           | 厚80   | 市立病院・金田神社・上依知・依知神社                 | 猿ヶ島           |                                                        |
| 10   | 〇           | 厚81   | 市立病院・金田神社・上依知・昭和橋                   | 原当麻駅         |                                                        |
| 10   | ×            | 厚96   | 鮎津橋・金田神社・桜台・愛川町役場・愛川ハイテク団地 | 上三増           |                                                        |
| 11   | ×            | 厚32   | 合同庁舎・上古沢・上分                               | 旗谷下           | 土曜・休日運休                                         |
| 11   | ×            | 厚46   | 合同庁舎・上古沢                                     | 上分             | 日曜・休日運休                                         |
| 11   | ×            | 厚47   | 合同庁舎・毛利台団地・上古沢                         | 上分             |                                                        |
| 11   | ×            | 厚48   | 合同庁舎                                             | 毛利台団地       |                                                        |
| 12   | 不使用       | 不使用 | 不使用                                               | 不使用           | 不使用                                                 |

### 本厚木駅
本厚木駅北口に点在するが停留所名称は「本厚木駅」である。1・2番線は本厚木駅北口広場、4番線は北口広場の向かい側にある横断歩道の近く、5番乗り場は北口広場の向かい側にあるコンビニエンスストア「ローソン」の前、6番線は横断歩道を渡った先にある三井住友銀行および有隣堂の前である。なお、3番線は高速路線および空港連絡バスが使用しており、「本厚木ミロード2」の裏側に位置する。その近くには神奈川中央交通本厚木駅前サービスセンターが所在する。
1番線
- 松蓮寺、神奈川工科大学、あつぎ郷土博物館、荻野新宿、鳶尾団地、まつかげ台、上荻野車庫、半原方面
- 高松山経由森の里方面
- 市立病院経由金田神社方面

2番線
- 緑ヶ丘、王子、東京工芸大学（急行は通過）方面
- 森の里方面（深夜バス）

3番線
- 「青春ドリーム横浜号」（京都駅・大阪方面、西日本ジェイアールバス）
- 羽田空港方面（神奈川中央交通・京浜急行バス）
- ハイランドエクスプレス（富士急ハイランド・河口湖駅方面、神奈川中央交通・富士急モビリティ）

4番線
- 森の里始発の厚木バスセンター行き
- 春日台団地方面（深夜バス）

5番線
- 市立病院・合同庁舎経由宮の里、上飯山、清川村役場方面
- 毛利台団地方面（深夜バス）

6番線
- 厚木バスセンター行き（実質的に降車専用だが乗車も可能）

### 本厚木駅南口
13番線および15番線は本厚木駅南口駅前ロータリー、14番線はロータリーの反対側に位置する。平53・54は相模川沿いの旧道経由、平57は新道を経由する。13番線および厚56・88は平塚営業所、厚105・109は厚木営業所が担当する。
| 番線 | 系統  | 主要経由地                                 | 行先                              | 備考                           |
| ---- | ----- | ------------------------------------------ | --------------------------------- | ------------------------------ |
| 13   | 厚55  | 旭町・戸田・田村十字路                     | 田村車庫                          |                                |
| 13   | 厚110 | 旭町・戸田                                 | ツインシティ大神                  | 土曜・休日運休                 |
| 13   | 平53  | 旭町・戸田・田村十字路                     | 平塚駅北口                        |                                |
| 13   | 平57  | 岡田一本杉・田村団地入口                   | 平塚駅北口                        | 急行、土曜・休日運休           |
| 13   | 平153 | 旭町・戸田・ツインシティ大神・田村十字路   | 平塚駅北口                        | 平日運休                       |
| 13   | 平157 | 岡田一本杉・ツインシティ大神・田村団地入口 | 平塚駅北口                        | 急行                           |
| 14   | 厚109 | 厚木市文化会館・湘北短期大学               | 東京農業大学                      |                                |
| 15   | 厚105 | 岡田一本杉                                 | 厚木アクスト                      | 9:59までは厚木バスセンター始発 |
| 15   | 厚56  | （直行）                                   | ソニー厚木第2テクノロジーセンター | 急行（運休中）                 |
| 15   | 厚88  | （直行）                                   | 平塚競輪場                        | 開催日・場外発売日のみ運行     |